# ماری شنون
ماری شنون (انگلیسی: Mary Shannon؛ زادهٔ ۱۲ فوریه ۱۹۴۴) یک بازیکن تنیس روی میز اهل بریتانیا است.
وی در مسابقات کشوری و بین‌المللی در مجموع برنده ۳ مدال طلا، ۲ مدال نقره، ۸ مدال برنز شده‌است.